# Небо (фильм, 2021)
«Небо» — российский художественный фильм 2021 года режиссёра Игоря Копылова, рассказывающий о военных лётчиках в Сирии. Главные роли в нём сыграли Игорь Петренко, Мария Миронова, Иван Батарев, Сергей Губанов. Получил противоречивые отзывы критиков, был удостоен нескольких российских кинонаград.

## Сюжет
Главные герои фильма — российские военные лётчики, оказавшиеся осенью 2015 года в Сирии. Картина подробно показывает инцидент, связанный с гибелью военного лётчика подполковника Олега Пешкова. При этом создатели фильма подчёркивают, что стремились создать собирательные образы без стопроцентного соответствия реалиям. Пешков стал прототипом основного героя, подполковника Сошникова, штурман Константин Мурахтин — прототипом капитана Муравьёва.

## В ролях
- Игорь Петренко — подполковник Олег Сошников
- Виталий Омельченко — Олег Сошников в молодости
- Мария Миронова — Гелена, жена подполковника Сошникова
- Ксения Симонова — Гелена в молодости
- Станислав Соломатин — Сашка, сын подполковника Сошникова
- Глафира Копылова — Арина, дочь Сошникова
- Иван Батарев — капитан Константин Муравьёв
- Марина Митрофанова — Альбина, жена капитана Муравьёва
- Александр Бухаров — Андрей Алексеевич Поляков, полковник, начальник военного авиационного училища
- Дмитрий Блохин — полковник Линьков, друг подполковника Сошникова
- Илья Шакунов — полковник Кубальский, командир подполковника Сошникова
- Анатолий Кот — министр обороны России Сергей Шубин
- Игорь Филиппов — главнокомандующий ВКС России Аксёнов
- Андрей Абрамов — президент России
- Илья Носков — Багаев
- Евгений Бакалов — Максим Павлович Климов, генерал
- Сергей Жарков — Пётр Чусов, лётчик
- Игорь Ботвин — Юрий Гришин
- Сергей Губанов — Вадим Захаров, майор ССО РФ
- Дмитрий Власкин — Завьялов
- Денис Пропалов - сын Завьялова
- Ричард Ли Вилсон — Ник Палмер, американский военный инструктор
- Григорий Некрасов — Кома
- Андрей Фролов — Хакас
- Дмитрий Сутырин — генерал-лейтенант Харитонов
- Андрей Чубченко — командующий группировкой войск РФ
- Василий Башмаков — Линьков
- Вадим Соснин — матрос Полыныч (прототип — матрос Позынич)
- Фаридуншо Рахматуллоев — Мусса
- Иван Трофимов — телохранитель Муссы
- Арслан Мурзабеков — боевик
- Анастасия Фомина — посетительница занятий по йоге
- Алла Еминцева — психолог
- Сайдо Курбанов — торговец мандаринами

## Производство

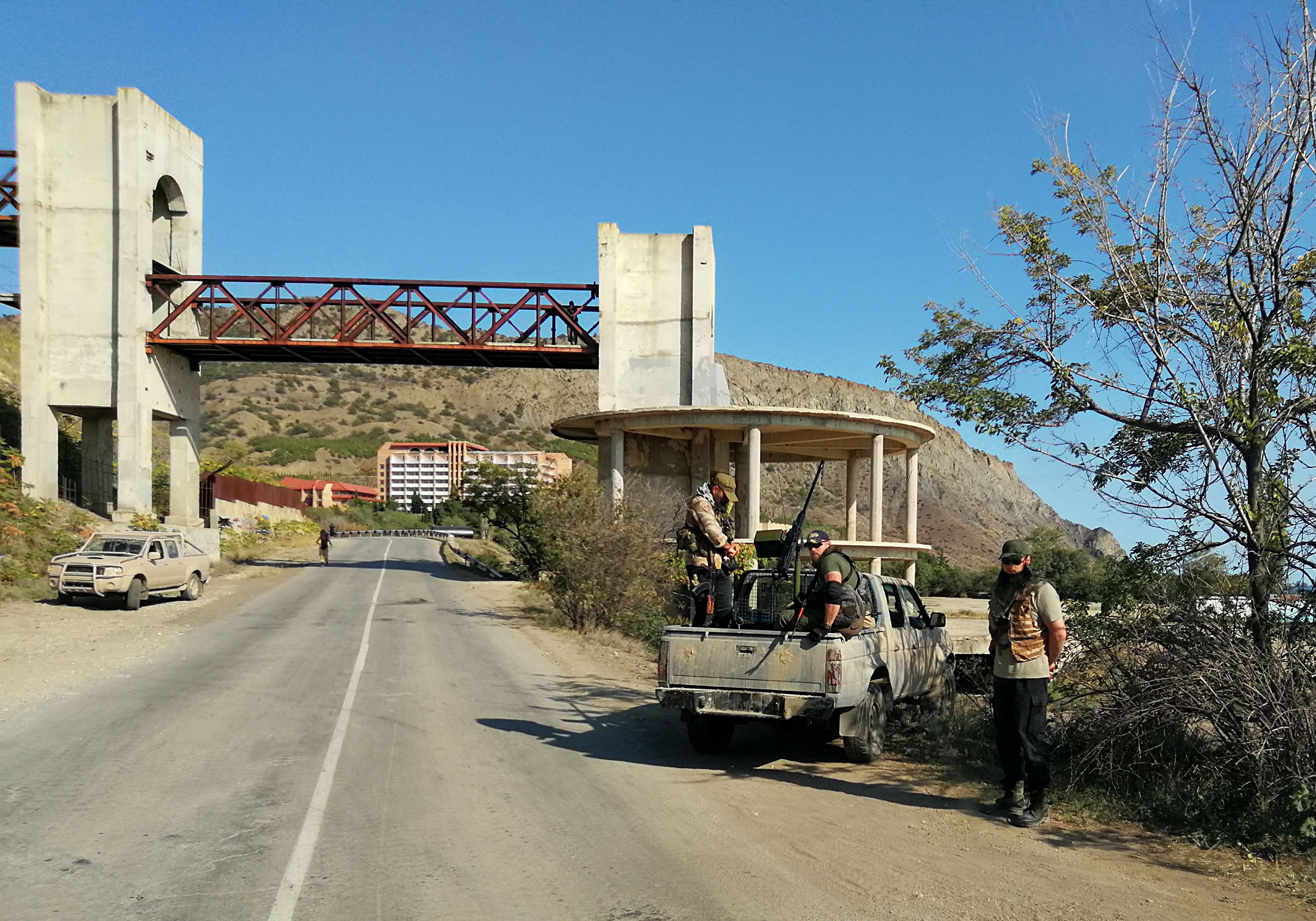
Съемки фильма в Морском

Фильм был снят при поддержке Министерства обороны Российской Федерации. Съёмки начались в Крыму в октябре 2020 года, роли получили несколько актеров Севастопольского театра имени Луначарского. Использовались площадки в районе сёл Тылового, Морского. В дальнейшем съёмки шли в Сирии, Москве, Санкт-Петербурге и Липецке, в том числе на действующих объектах Министерства обороны. Производством фильма занималась кинокомпания «Трииксмедиа».
Предпремьерный показ состоялся 14 ноября 2021 года в Санкт-Петербурге. Выход фильма в широкий прокат был намечен на 7 октября 2021 года, позже его перенесли на 18 ноября 2021 года. 24 ноября 2021 года картину показали на авиабазе «Хмеймим». К тому моменту «Небо» уже было включено в перечень фильмов, обязательных к просмотру в российских вооружённых силах.

## Оценки
Фильм получил противоречивые отзывы критиков. Рецензент «Киноафиши» Тимур Алиев отметил, что таким военно-патриотическим пропагандистским фильмам по сути критика не нужна, так как они преследуют конкретные цели: «это продукция особой породы, рассказывающая о самых важных событиях военной истории России „человеческим языком“ и, конечно, по „секретным документам“… Сложно говорить о каких-либо достоинствах этого кино, художественных или идеологических. Как минимум потому, что создатели уж слишком топорно подходят к героизации армии России во всех ее проявлениях».
Обозреватель портала «Вокруг ТВ» Леонид Кискаркин пишет, что «история Олега Сошникова подаётся через серию флэшбеков, разбросанных по всему фильму и снятых в духе слезливых ретромелодрам федеральных каналов». При этом Кирсаркин выделяет зрелищные боевые эпизоды: «Сцена огневого боя поражает своей зрелищностью, особенно если знать, что в ходе съемок почти не использовалась компьютерная графика — в кадре взрывается настоящая пиротехника, а настоящие автомобили взмывают высоко в воздух».
Кинокритик издания «Аргументы и факты» Игорь Карев похвалил режиссера фильма Игоря Копылова за живую историю, представленную на экране: по его мнению, «„Небо“ сумело удержать баланс между пафосом, неизбежным при рассказе о подвиге, и живой историей, которая может быть интересна зрителю».
Исполнитель главной роли Игорь Петренко и продюсер фильма Инесса Юрченко получили премии Министерства обороны России в области культуры и искусства за 2021 год. В сентябре 2022 года картина была удостоена главного приза XV Международного кинофестиваля актёров-режиссёров «Золотой Феникс» в номинации «Приз зрительских симпатий имени актрисы Людмилы Касаткиной». В октябре того же года она получила гран-при международного кинофестиваля «Святой Владимир» в Севастополе.